# Jan Grarup
Jan Grarup, né le 2 décembre 1968  à Kvistgaard) est un photographe danois spécialisé dans la photographie de guerre. Il a remporté de nombreux prix dont le World Press Photo pour son travail sur la guerre du Kosovo. Il est membre de l'agence Noor.

## Formation
Jan Grarup est né à Kvistgaard, non loin de Helsingør, dans le nord de l'île danoise de Sealand. Il obtient son premier appareil photo à 13 ans et développe ses photos en noir et blanc. À 15 ans, il prend des photos d'un accident de la circulation et les envoie au journal local Helsingør Dagblad où elles sont publiées.
Après avoir étudié le journalisme et la photographie à Aarhus de 1989 à 1991, il devient photographe dans le journal danois Ekstra Bladet.

## Carrière
En 1991, l'année où il termine ses études, Jan Grarup remporte le prix du photographe de presse de l'année, récompense qu'il recevra plusieurs fois par la suite. En 1993, il vit à Berlin pendant un an, travaillant comme photographe indépendant pour des journaux et magazines danois.
Pendant sa carrière, Jan Grarup a couvert de nombreuses guerres et conflits, dont la guerre du golfe, le génocide rwandais, le siège de Sarajevo et la seconde intifada contre Israël en 2000.

## Prix
- 1991 : Image de l'année, Danemark. 1er prix - Photographe de l'année
- 1995 : Image de l'année, Danemark. 1er prix - Photographe de l'année
- 2000 : Image de l'année, Danemark. 1er prix - Photographe de l'année
- 2001 : World Press Photo – 1er prix “ People in the news – stories “
- 2001 : UNICEF – Children photo of the Year. Jury’s Special Award.
- 2001 : Visa Pour l'Image – Visa d'or - Finaliste.
- 2002 : World Press Photo – 1er prix « People in the news – stories »
- 2002 : POY World Understanding Award
- 2002 : Finaliste, W Eugene Smith Memorial fund for Humanistic Photography, New York.
- 2002 : UNICEF Children photo of the year award. 1er prix
- 2005 : Visa d'or.
- 2008 : Image de l'année, Danemark. 1er prix - Photographe de l'année
- 2011 : prix Oskar-Barnack